# Краузе, Элиягу

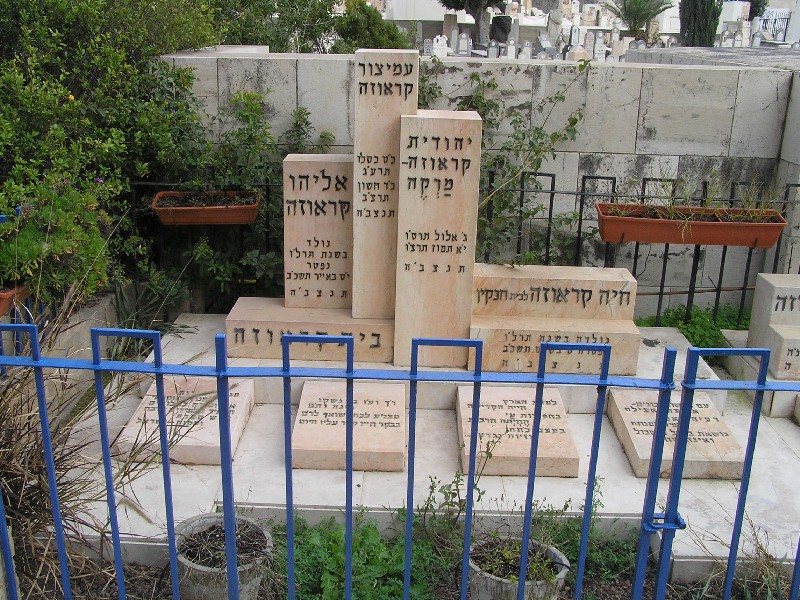
Могилы Элиягу Краузе и членов его семьи на кладбище Трумпельдор в Тель-Авиве

Элиягу Краузе (ивр. אליהו קרָאוּזֶה‎, 23 мая 1878 или 1876, Бердянск, Таврическая губерния — 1962, Тель-Авив) — специалист-агроном, управляющий фермой Саджера и руководитель сельскохозяйственной школы Микве-Исраэль.

## Биография
Краузе совершил алию из Крыма, Россия, в Палестину со своим братом Эфраимом в 1892 году, в годы первой алии. Братья поступили в аграрную школу «Микве Исраэль», которую Элиягу Краузе окончил с отличием. По окончании школы он по поручению еврейского колонизационного общества был направлен в Измир, Турция, в окрестностях которого основал сельскохозяйственную школу для евреев «Ор Иегуда». С 1901 по 1913 год Краузе был директором фермы Саджера и её агрономом, а также занимался созданием заповедника «Бейт Кешет». Краузе поощрял привлечение к работе женщин — из 18 членов его коллектива шестеро были женщинами. Хотя ферма Саджера предназначалась в первую очередь для обучения еврейских фермеров и охранников, когда на ферме поселились члены организации Бар Гиора , Краузе отказывался поручить им охрану фермы, пока они не доказали, что охранник-черкес недостаточно бдителен.
В 1914 году, когда началась Первая мировая война, он был назначен руководителем «Микве Исраэль» и оставался на этом посту в течение 42 лет. С момента основания школы занятия в ней проводились только на французском языке, но в 1918 году, когда «война языков» закончилась, Краузе убедил Всемирный еврейский союз, курировавший школу, ввести преподавание на иврите.
Краузе женился на Хае, дочери Иегуды Лейба Ханкина (сестре Иехошуа Ханкина), и у них было трое детей. Он умер в 1962 году на 84 году жизни и был похоронен на кладбище Трумпельдор в Тель-Авиве.
В честь Краузе названы улицы в ряде городов Израиля, в том числе в пешеходная улица Краузе в Нетании, а также мошав Талмей Элиягу תלמי אליהו, основанный в 1970 году.